# Ian Forns
Ian Forns Montes (Cardedeu, Barcelona, 5 de febrero de 2004) más conocido como Ian Forns, es un futbolista español que juega como lateral izquierdo y su equipo es el Real Murcia C.F. de la Primera Federación, cedido por el R. C. D. Espanyol.

## Carrera
Ian Forns comenzó su carrera las categorías inferiores del CF Cardedeu y EC Granollers y en 2020, con apenas 16 años firmó por el RCD Espanyol. El lateral izquierdo iría quemando etapas en el conjunto españolista y en la temporada 2022-23, forma parte de la plantilla del R. C. D. Espanyol "B" de la Segunda Federación, con el que disputa 4 partidos en los que anota un gol. 
En la temporada 2023-24, disputa 22 partidos en los que anota 3 goles con el filial en Segunda Federación.
El 4 de febrero de 2024, debuta con el primer equipo del RCD Espanyol en la Segunda División de España, en un encuentro frente al Levante UD. En la siguiente jornada, volvería a jugar frente al Racing de Santander. También, disfrutaría de minutos en la eliminatoria de la Copa del Rey, frente al Getafe CF.
El 28 de agosto de 2024, es renovado por el conjunto perico hasta 2028 y posteriormente fue cedido al Burgos Club de Fútbol de la Segunda División de España.
El 15 de enero de 2025, pasa a formar parte del Real Murcia C.F. de la primera federación.

## Clubes
| Club               | País   | Año       |
| ------------------ | ------ | --------- |
| R.C.D. Espanyol B. | España | 2022-2024 |
| R.C.D. Espanyol    | España | 2024      |
| Burgos C.F.        | España | 2024      |
| Real Murcia C.F.   | España | 2025      |